# Prays caenobitella
Prays caenobitella is een vlinder uit de familie Praydidae. De wetenschappelijke naam van de soort werd in 1816 gepubliceerd door Jacob Hübner.